# Ponte del Diavolo
La definizione di Ponte del Diavolo (o, talvolta, Ponte dei Diavoli)conosciuti anche come ponti a schiena d'asino viene applicata a numerosi ponti di origine naturale o artificiale, più o meno antichi, situati principalmente in Europa, ma presenti quasi in ogni parte del mondo. La relazione con il diavolo si associa solitamente a una leggenda.

## Descrizione
Il nome è stato accostato a vari manufatti in diverse località; sovente furono così definiti poiché le loro strutture erano ritenute talmente complesse e ardite che la loro realizzazione fosse stata resa possibile solamente per mezzo di un artificio del diavolo, dando così adito a numerose leggende. Altri ritengono che la conoscenza per costruire questo tipo di ponte, sia dovuta ad un dono da parte del diavolo, per via di un patto tra esso e la popolazione locale, in cambio delle loro anime. La maggior parte di questi ponti ad arco sono stati realizzati in pietra o in muratura, segnano un traguardo significativo nell'architettura antica. Per via del suo aspetto estetico stravagante e strambo, era oggetto di moltissime storie nell'epoca classica e nell'Medioevo. Queste storie variano a seconda del luogo e delle credenze.

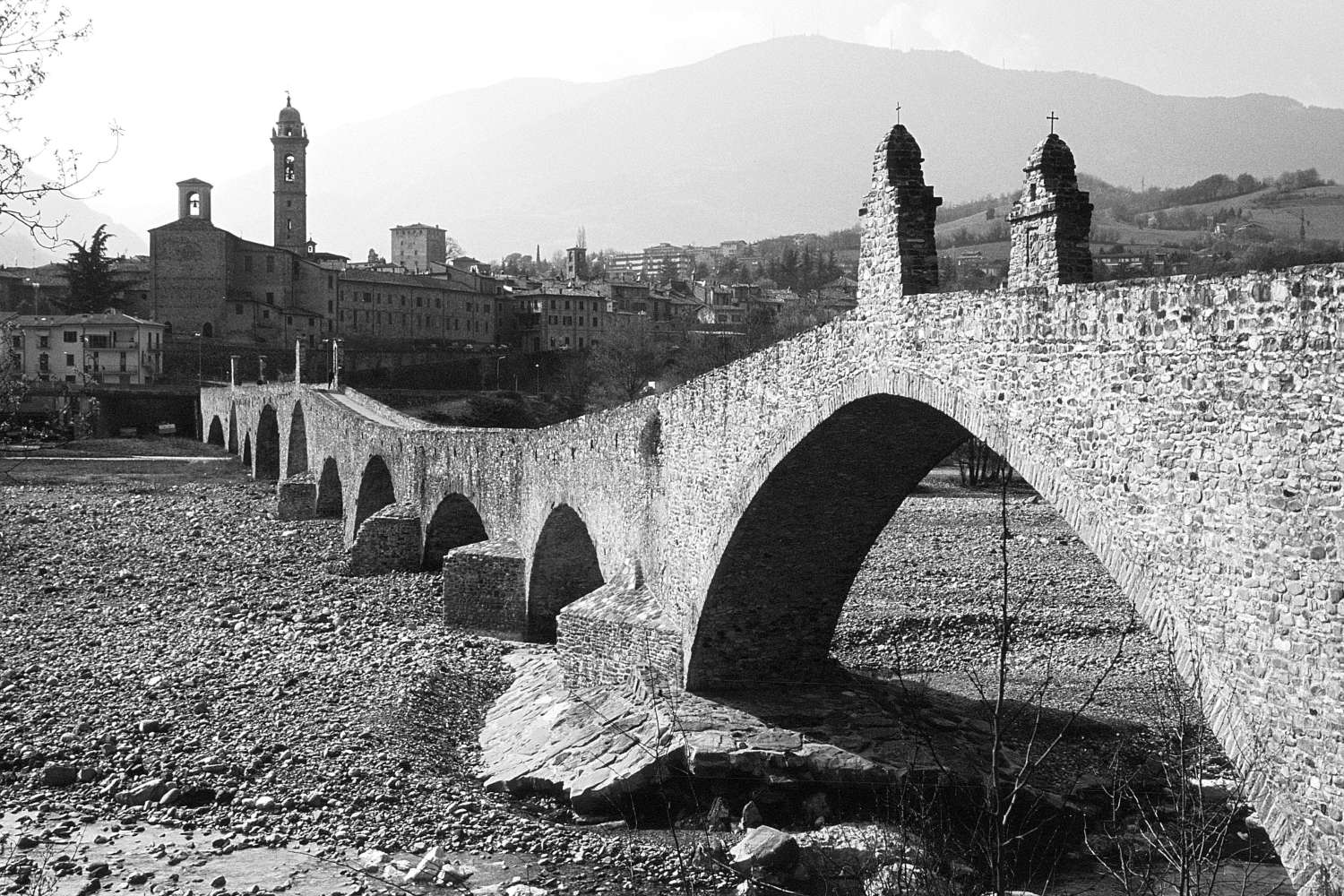
Ponte Gobbo detto Ponte del Diavolo a Bobbio

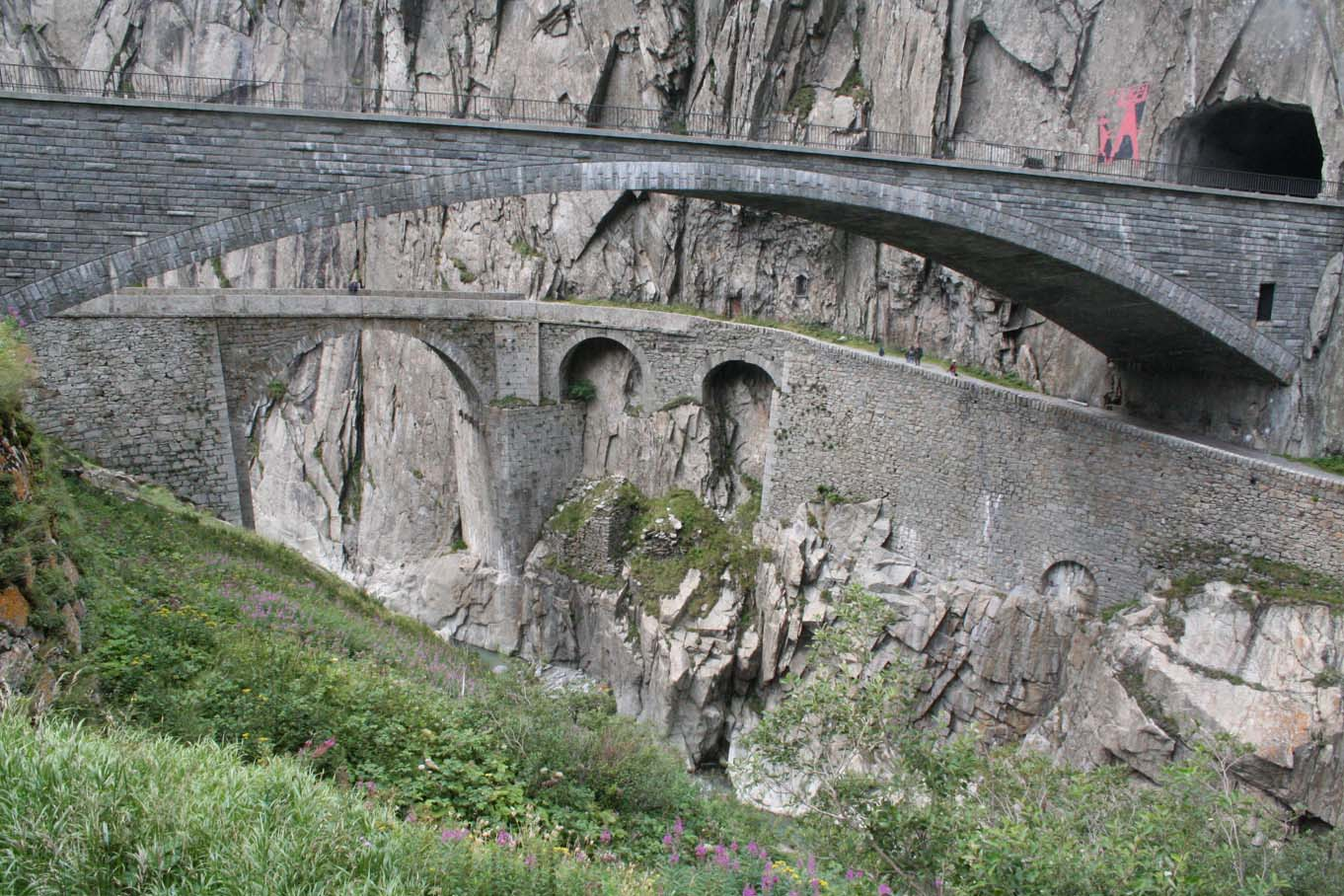
Ponte del Diavolo ad Andermatt

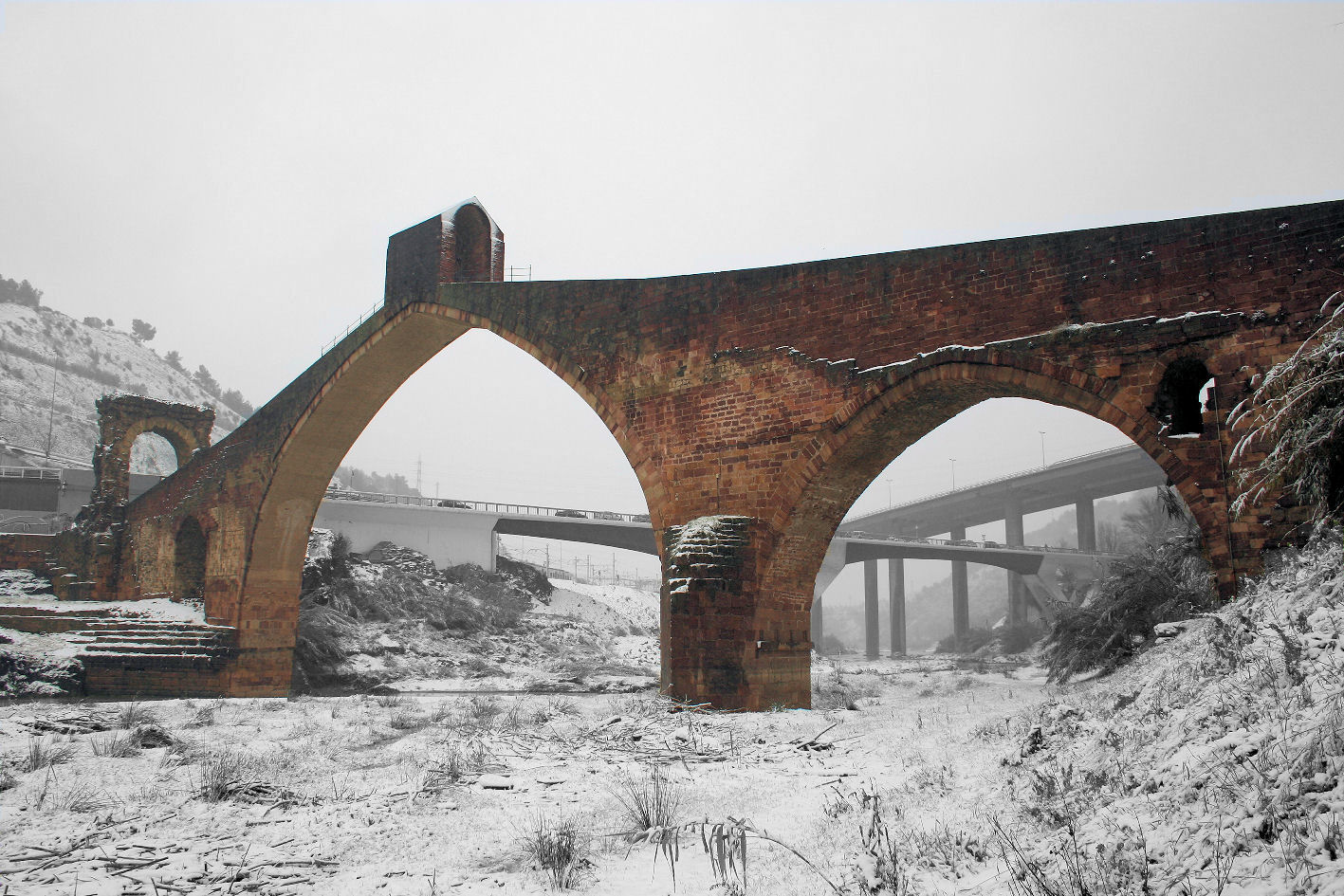
Puente del Diablo, Martorell

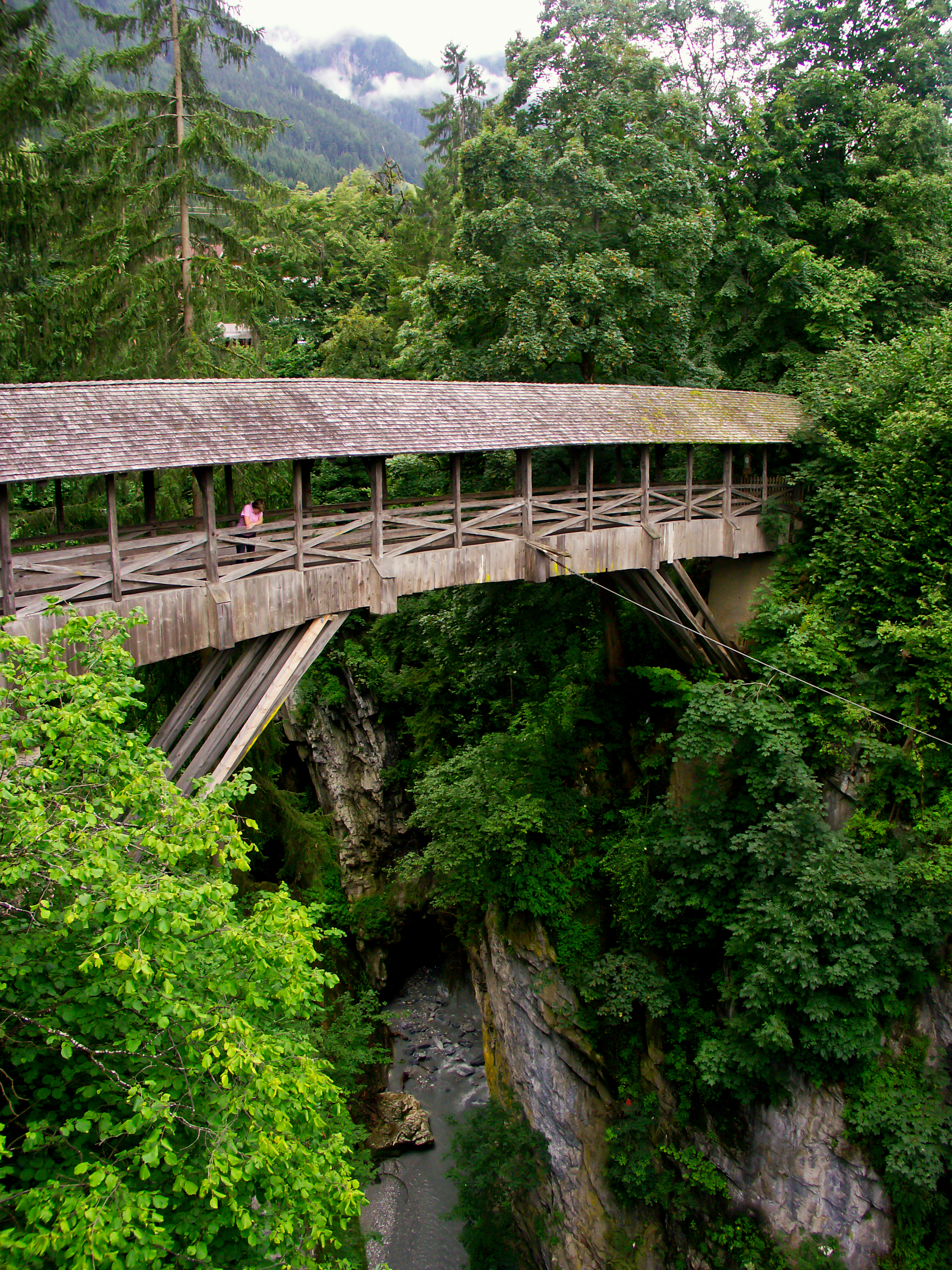
Teufelsbrücke a Finkenberg

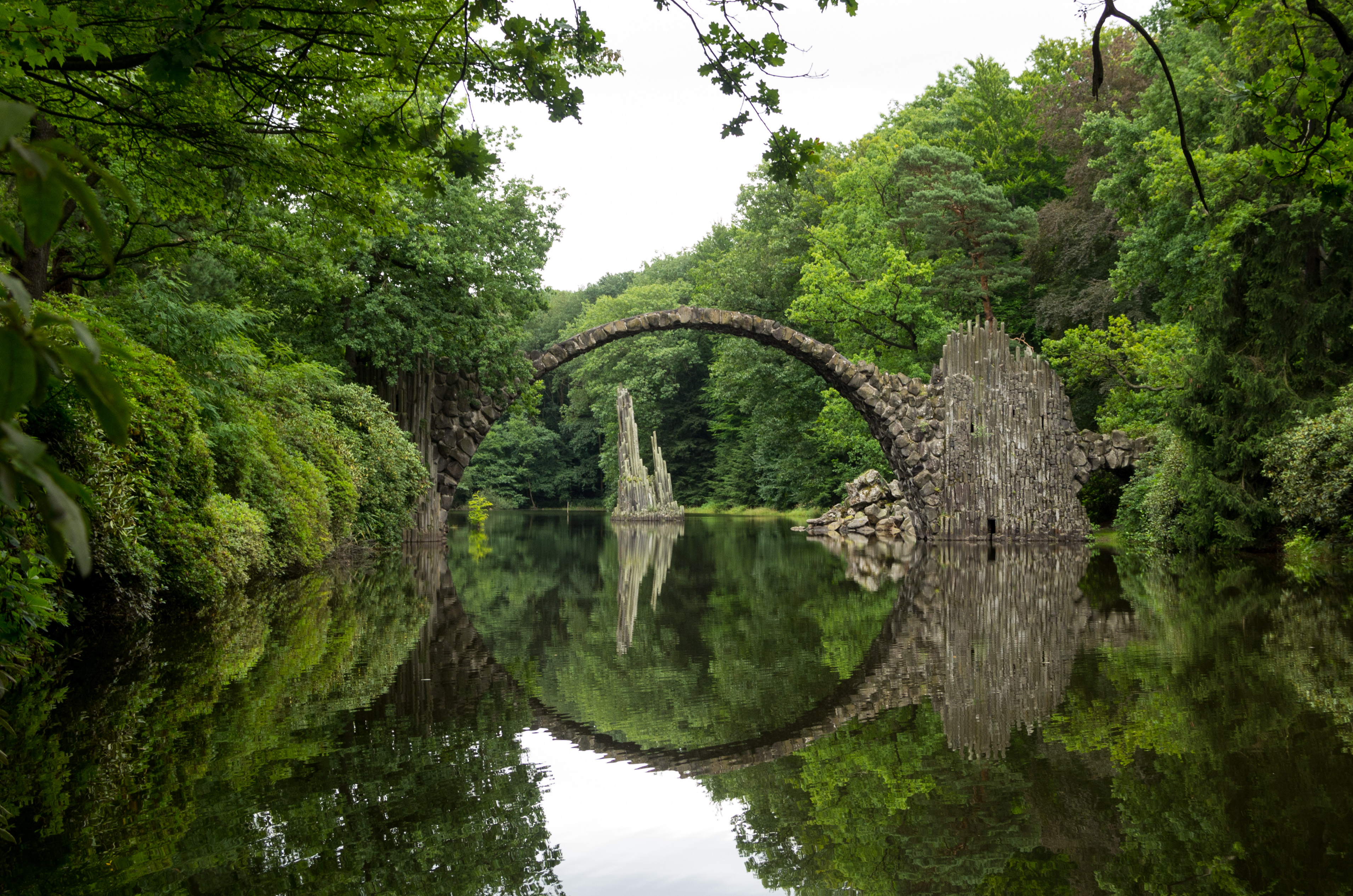
Ponte del Diavolo nel Parco delle azalee e rododendri di Kromlau a Gablenz

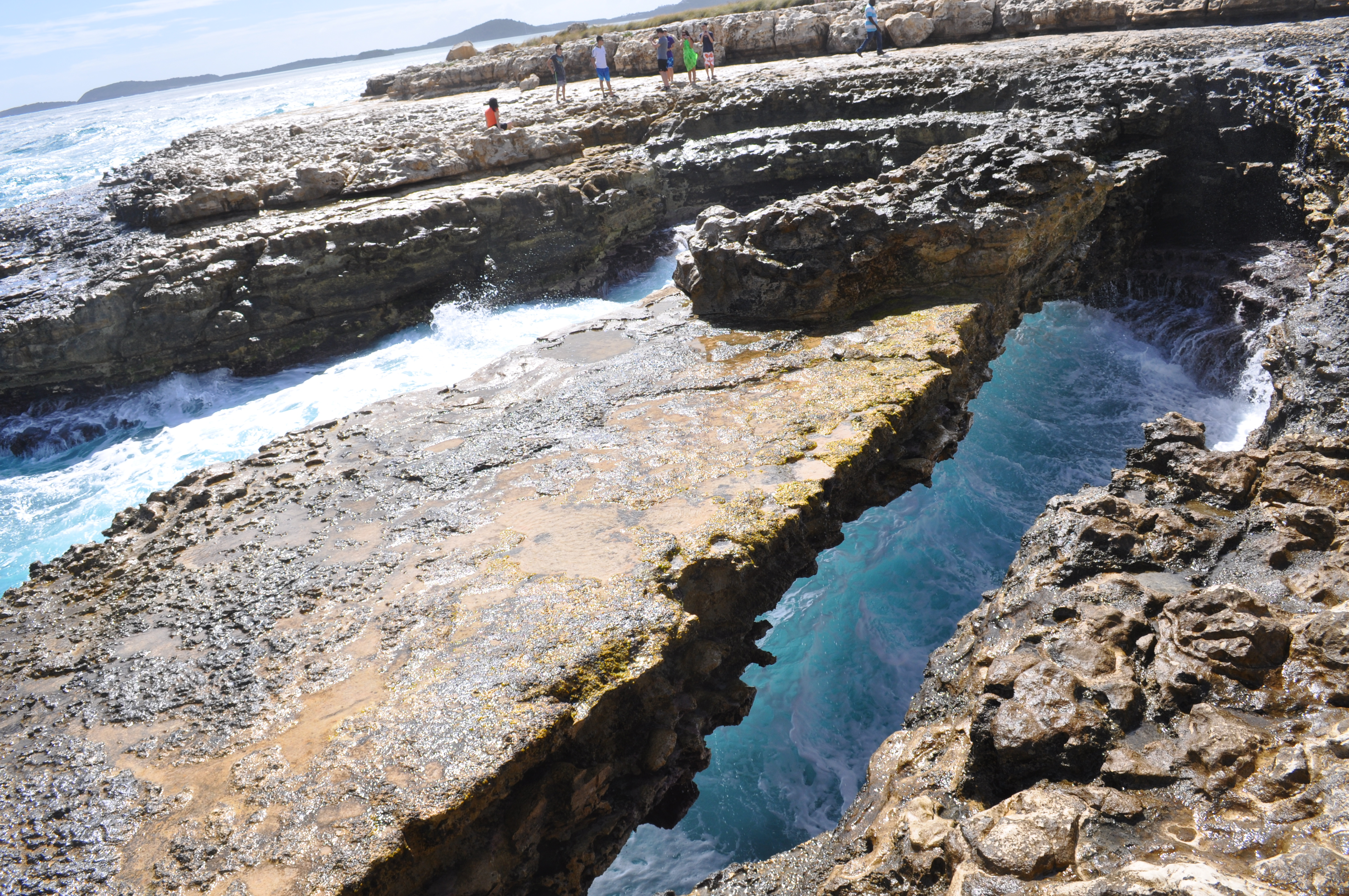
Ponte del Diavolo sull'isola di Antigua

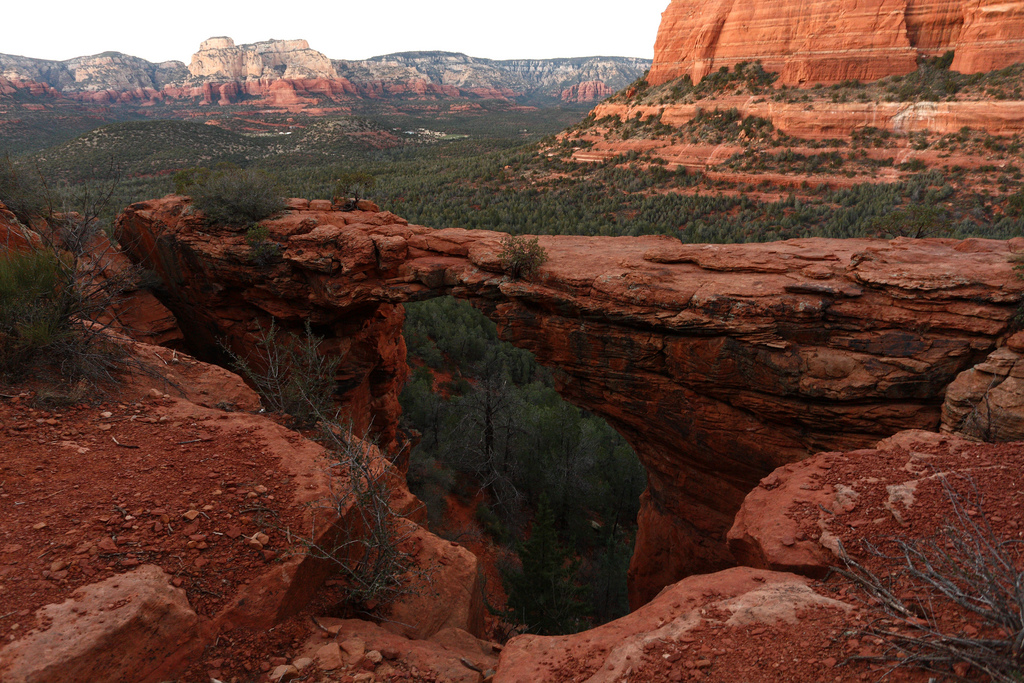
Ponte del Diavolo a Sedona, in Arizona

## Ponti del Diavolo nel mondo

### Algeria
- Pont du Diable a Costantina

### Antigua e Barbuda
- Devil's Bridge sull'isola di Antigua[3]

### Austria
- Teufelsbrücke a Finkenberg

### Belgio
- Pont du Diable a Chaudfontaine
- Pont du Diable a Woluwe-Saint-Pierre

### Bolivia
- Puente del Diablo a Potosí[4]

### Bulgaria
- Dyavolski most, nelle vicinanze del comune di Ardino[5]

### Costa Rica
- Puente de Piedra, nel distretto di Grecia

### Estonia
- Kuradisild, originariamente Aleksandri sild, a Tartu

### Francia
- Pont du Diable ad Alet-les-Bains
- Pont du Diable ad Anzême
- Pont du Diable a Bellecombe-en-Bauges
- Pont du Diable a Biarritz
- Ponte Valentré o ponte del Diavolo, a Cahors
- Pont du Diable a Céret
- Pont du Diable, unisce i comuni di Crouzet-Migette e Sainte-Anne
- Pont du Diable a Échenoz-la-Méline
- Pont du Diable a La Chapelle-du-Bard
- Gole del Pont du Diable a La Vernaz
- Pont du Diable, nei comuni di Mazaugues e Signes
- Pont de Coq, nei comuni di Ménerval e Saumont-la-Poterie
- Pont du Diable a Montgaillard
- Pont du Diable o ponte di sant'Antonio, a Montoulieu
- Pont du Diable a Olargues
- Pont de Tigny, detto pont du Diable, a Pouilly-sous-Charlieu
- Pont du Diable, al confine tra i comuni di Romagny e Le Neufbourg
- Pont du Diable, nel borgo medievale di Chalencon, unisce i comuni di Saint-André-de-Chalencon e Tiranges
- Pont du Diable a Saint-Christaud
- Pont du Diable o pont sur l'Hérault, altresì noto come pont du Gouffre noir o pont du Gour noir, unisce i comuni di Saint-Jean-de-Fos e Aniane
- Pont du Diable a Saint-Marcellin-en-Forez
- Pont du Diable a Saint-Palais-sur-Mer
- Pont du Diable a Thueyts
- Pont du Diable a Toulon-sur-Arroux
- Pont du Diable a Villemagne-l'Argentière

### Germania
- Teufelsbrücke a Flensburgo
- Rakotzbrücke o Teufelsbrücke, nel parco paesaggistico di Kromlau, frazione di Gablenz[6]
- Teufelsbrücke a Inzigkofen
- Teufelsbrücke a Mannheim

### Italia
- Ponte della Malvizza, detto Ponte del Diavolo nell'atlante geografico del regno di Napoli, tra Ariano Irpino e Montecalvo Irpino, lungo la via Traiana sul fiume Miscano, a valle delle cosiddette bolle della Malvizza. In seguito al suo crollo (ne rimangono solo pochi ruderi) il nome passò al vicino ponte di Santo Spirito, tra Casalbore e Montecalvo Irpino[7] (vedi oltre).
- Ponte di Cecco, detto ponte del diavolo, ad Ascoli Piceno[8]
- Ponte del Diavolo, sul fiume Sele presso Barizzo[9][10]
- Ponte Gobbo, detto Ponte del Diavolo, a Bobbio
- Ponte della Maddalena, detto Ponte del Diavolo, a Borgo a Mozzano[11]
- Pont del Diaol o del Diavolo a Brentonico
- Ponte Santo Spirito, detto ponte del Diavolo o dei Diavoli, sul torrente Ginestra tra Casalbore e Montecalvo Irpino[12][13][14] (rudere di un ponte romano lungo la via Traiana)
- Ponte di Annibale, detto Ponte del Diavolo, a Cerreto Sannita
- Ponte del Diavolo a Cividale del Friuli
- Ponte del Diavolo di Civita
- Ponte del Diavolo di Dronero
- Ponte a schiena d'asino detto anche ponte della Ghighetta a Apecchio
- Ponte Fabio Massimo o Ponte dell'Occhio, detto Ponte del Diavolo, a Faicchio
- Ponte d'Ercole, detto Ponte del Diavolo, nel Frignano (fra i comuni di Lama Mocogno, Pavullo nel Frignano e Polinago)
- Ponte del Diavolo di Lanzo Torinese
- Ponte di Annibale, detto Ponte dei Diavoli o del Diavolo, a Luogosano[15][16][17][18][19][20] (ruderi)
- Ponte del Diavolo, a Paola (Italia)
- Ponte Coperto, detto Ponte del Diavolo, a Pavia
- Pont Saint-Martin, detto anche Ponte del Diavolo[senza fonte], a Pont-Saint-Martin
- Ponte di Annibale o ponte del Diavolo, a Ricigliano[21]
- Ponte Calatrasi, detto Ponte del Diavolo, a Roccamena
- Ponte di Augusto e Tiberio a Rimini
- Acquedotto medievale di Salerno detto Ponti del Diavolo, nel centro storico di Salerno
- Ponte delle Streghe o ponte delle Janare, a San Lupo[22][23]
- Ponte di Annibale altresì ponte di Sant'Anna o ancora ponte di Sasca, detto ponte del Diavolo, presso San Mango sul Calore[16][17][24][25]
- Ponte del Diavolo di Tolentino
- Ponte del Diavolo di Torcello
- Ponte del Diavolo, unisce il comune di Trasquera alla frazione di Bugliaga
- Ponte del Diavolo a Vulci

### Messico
- Puente del Diablo a Cuernavaca
- Puente del Diablo a Victoria de Durango

### Polonia
- Ponte del Diavolo a Czerna

### Portogallo
- Ponte da Mizarela, tra Vieira do Minho e Montalegre

### Regno Unito
- Devil's Bridge a Ceredigion
- Devil's Bridge a Kirkby Lonsdale

### Rep. Ceca
- Čertův most a Blansko
- Čertův most a Náměšť nad Oslavou

### Russia
- Ponte del Diavolo, presso Carskoe Selo a Puškin

### Slovenia
- Hudičev most a Bohinj
- Hudičev most, presso Sottolmino a Tolmino

### Spagna
- Ponte di Castrejana, detto ponte del Diavolo o ponte delle Streghe (Brujas) a Barakaldo
- Puente del Diablo a Martorell
- Puente del Diablo a San Miguel de Pedroso

### Stati Uniti
- Devil's Bridge a Sedona, in Arizona[26]

### Svizzera
- Ponte del Diavolo ad Andermatt
- Teufelsbrücke ad Egg